# Jan Diddens
Jan Philippe Diddens (Mechelen, 14 september 1906 - Mechelen, 31 juli 1972) was een Belgisch voetballer die speelde als aanvaller. Hij voetbalde in Eerste klasse bij Racing Mechelen en speelde 23 interlands met het Belgisch voetbalelftal.

## Loopbaan
Diddens sloot zich op jonge leeftijd aan bij Racing Mechelen en werd in 1923 met de scholierenploeg kampioen van België. Omdat hij vlot scoorde mocht hij vanaf 1922 enkele wedstrijden meespelen in het eerste elftal van de ploeg die op dat moment actief was in Eerste klasse. Het daaropvolgende seizoen verwierf Diddens een vaste basisplaats in de ploeg. In 1924 degradeerde Diddens met de ploeg naar Tweede klasse maar het seizoen daarop hernam Racing Mechelen terug haar plaats in de hoogste afdeling. Met de ploeg werd hij in 1929 en 1930 derde in de eindrangschikking. Diddens bleef er spelen tot in 1934 toen hij een punt zette achter zijn spelersloopbaan op het hoogste niveau. In totaal speelde Diddens 233 wedstrijden in Eerste klasse en scoorde daarbij 110 doelpunten.
Samen met ploegmaat Theodoor Nouwens werd Diddens regelmatig geselecteerd voor het Belgisch voetbalelftal. Tussen 1926 en 1930, de periode dat Racing Mechelen in de top van de Belgische competitie speelde, voetbalde Diddens 23 wedstrijden met de nationale ploeg. Hier was hij minder succesvol dan in clubverband met in totaal twee gescoorde doelpunten. Diddens nam deel aan de Olympische Zomerspelen 1928 in Amsterdam waar hij twee wedstrijden speelde en aan het Wereldkampioenschap voetbal 1930 in Uruguay waar hij eveneens twee wedstrijden speelde.